# Хулугу
Хулугу (на китайски: 狐鹿姑; на пинин: Húlùgū) е шанюй на хунну, управлявал в периода 96 – 85 година пр.н.е.

## Живот
Той е син на шанюя Циедихоу и го наследява след неговата смърт. При управлението на Хулугу протича най-тежкият сблъсък в продължилата десетилетия война между хунну и империята Хан, която под управлението на император Уди се опитва да наложи своята хегемония в източните части на Централна Азия.
През 90 година пр.н.е. Уди организира три едновременни похода срещу хунну – в Джунгария, в Манджурия и на север от Ордос. Фланговите армии не постигат особени успехи, а основните сили в центъра претърпяват тежко поражение от армията на хунну, командвана от самия Хулугу. След този разгром и смъртта на Уди през 87 година пр.н.е. войната между двете страни затихва.
Хулугу умира през 85 година пр.н.е. и е наследен от Хуйенди, висш сановник, поставен на трона след дворцови интриги.